# Shotacon

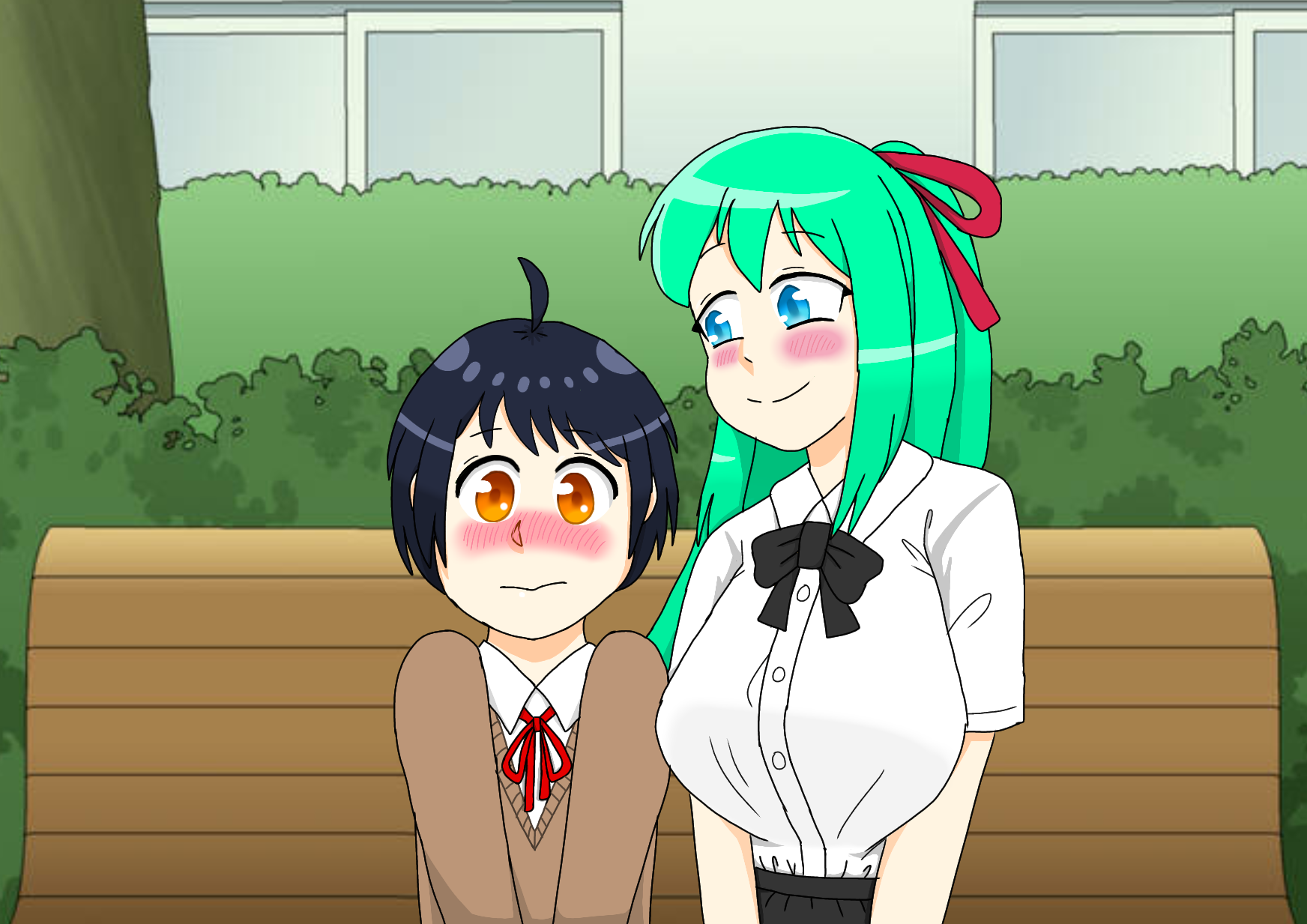
Eine Illustration einer älteren weiblichen Figur, die von einem Shota angezogen wird, der für Shotacon charakteristisch ist

Shotacon (jap. ショタコン, shotakon), häufig abgekürzt als Shota (ショタ, shota), bezeichnet in Japan die Fixierung auf niedliche minderjährige Jungen, bezeichnet eine Person mit einer solchen Fixierung oder auch Werke, die sich an jene Personen richten. Außerhalb von Japan ist Shotacon als eine allgemeinere Bezeichnung für japanische Werke, insbesondere Manga und Anime, etabliert, in denen Jungen in suggestiver oder erotischer Weise dargestellt werden, die sich kurz vor oder nach dem Eintritt der Pubertät befinden. Mit einbezogen werden aber auch ältere Figuren, die ein sehr junges Aussehen (Neotenie) besitzen.
Der Begriff wird analog zu Lolicon verwendet, was die Fixierung auf minderjährige Mädchen beschreibt.

## Etymologie
Das Wort ‚Shotacon‘ ist ein Silbenkurzwort, das sich von Shōtarō Complex (正太郎コンプレックス, Shōtarō konpurekkusu) ableitet. ‚Shōtarō‘ ist dabei eine Referenz zu dem gleichnamigen, jungen, männlichen Charakter Shōtarō (正太郎) aus dem Manga Tetsujin 28-gō von Mitsuteru Yokoyama aus den Jahren 1956–1966. Innerhalb des Mangas war Shōtarō ein gewitzter, selbstbewusster Detektiv, der stets Verbrechern auf die Schliche kam. Mit fortschreitender Handlung fand er zahlreiche enge Freunde, in deren Umfeld er durch seine Niedlichkeit als Bishōnen auffiel. Letztendlich führte dies dazu, dass sich sein Name als Begriff in Fankreisen etablierte und als Chiffre für die Zuneigung zu minderjährigen Jungen interpretiert wurde.

## Geschichte
Wann genau und wo sich der Begriff in seiner heutigen Form herausbildete, ist nicht eindeutig nachzuvollziehen. Die frühesten Erwähnungen lassen sich jedoch in den Leserreaktionen auf eine Detektivgeschichte von Edogawa Rampo nachweisen. In dieser war der Junge Yoshio Kobayashi Teil des Shōnentanteidan, einer Gruppe von jungen Detektiven, die mit den Baker Street Irregulars aus Sherlock Holmes vergleichbar ist. Dabei besitzt er starke Bindung zu dem erwachsenen, nicht verheirateten und in vielen von Edogawa Rampo erneut auftauchenden Protagonisten Kogoro Akechi, bei dem er zwischenzeitlich auch einzieht. Diese nicht sexuelle, aber intime Beziehung zwischen einem Jungen und einem Erwachsenen soll so einen starken Einfluss auf die Shotacon-Anhängerschaft gehabt haben.
Laut Tamaki Saitō soll sich die heutige Shotacon-Dōjinshi-Community zum Großteil in den 1980ern formiert haben und besitzt grob genauso viele weibliche wie männliche Anhänger. Darüber hinaus vermutet er die Ursprünge im Yaoi-Genre mit seiner vorwiegend weiblichen Leserschaft. Mit der Zeit soll die Bewegung jedoch vom Lolicon beeinflusst worden sein und damit auch ein männliches Publikum angezogen haben. Aus dem Grund wird teilweise auch nach dem Hintergrund unterschieden. So ist für homosexuelle Beziehungen Shota(con) weiterhin gebräuchlich, während heterosexuelle Beziehungen zu gleichaltrigen oder älteren weiblichen Partnern vermehrt als Straight Shota bezeichnet werden.

“…shota texts by female yaoi authors are structurally identical to yaoi texts, while shota by male otaku clearly position these little boys as young girls with penises.”

## Als Genrebezeichnung
Der Begriff wird sowohl in der japanischen und westlichen Fankultur als eine Genrebezeichnung angesehen und beschreibt nahezu alle Werke, in denen der Fokus auf minderjährigen Jungen mit sexuellem Hintergrund liegt. Die Definition reicht hier von pornographischen bis zu leicht suggestiven, romantischen oder gar komplett nicht sexuellen Werken. Wie beim Lolicon steht auch beim Shotacon Kawaii (Niedlichkeit) und Moe im Mittelpunkt. Dadurch finden sich Shotacon-Themen auch in einer Vielzahl von nicht erotischen Werken wieder, wobei es häufiger in Shōjo-Werken zu finden ist als in jenen, die sich an ein männliches Publikum richten. Ein Beispiel dafür ist der populäre Manga Loveless, in dem es um eine Beziehung zwischen dem zwölfjährigen Schüler zu einem zwanzigjährigen Mann geht und das Erlangen der Geschlechtsreife durch das Verlieren der Katzen-Anhängsel (Kemonomimi) symbolisiert wird.

## Publikationen
Üblicherweise werden die Werke in teils monatlich erscheinenden Anthologien veröffentlicht. Dennoch gibt es immer wieder Mangaka, die ihre Werke auch in einzelnen Ausgaben (Tankōbon) publizieren. Ein Großteil der Werke wird jedoch als Dōjinshi auf zumeist jährlich stattfindenden Veranstaltungen veröffentlicht. So zum Beispiel auf der Shotaket (ショタケット, selbst als Syotaket transkribiert), einer jährlich stattfindenden Convention, die 1995 von einer Gruppe männlicher Künstler gegründet wurde. Im Jahr 2008 hatte die Veranstaltung etwa eintausend regelmäßige Besucher und es wurden Werke von etwa 200 verschiedenen Künstlergruppen angeboten.
Sich an ein weibliches Publikum richtende Werke sind dem Yaoi sehr nahe und werden deshalb auch in generellen Yaoi-Anthologie-Magazinen veröffentlicht. Seltener sind sich rein auf Shotacon spezialisierte Magazine wie etwa Shōnen Romance. Werke, die sich an ein eher männliches Publikum richten, finden sich ebenso in generellen Seijin-Magazinen (Pornographische Zeitschriften für Männer), stellen aber nur einen geringen Anteil der veröffentlichten Werke. Ebenso verhält es sich mit Magazinen, die sich an ein homosexuelles Publikum richten und breites Spektrum abdecken. Aber auch hier gibt es einige Magazine, die sich speziell dem Shotacon verschrieben haben. Ein Beispiel dafür ist das Magazin Shōnen Ai no Bigaku, welches sich der Darstellung von Beziehungen zwischen männlichen Partnern widmet.
In sich an ein breites Publikum richtenden Mangas und Animes wird die Thematik immer wieder aufgegriffen, dient aber eher dem Fanservice und bedient sich zumeist leicht (homo)sexueller Anspielungen mit humoristischen Hintergrund. Ein Beispiel dafür ist der Manga und Anime Kanokon, in dem der überaus jung dargestellte Protagonist Kōta Oyamada immer wieder von der in ihn verliebten und älteren Kitsune Chizuru Minamoto verführt wird. Als OVA erschien 2006 der Hentai-Anime Boku no Pico (ぼくのぴこ), welchen die Produzenten selbst als ersten Shotacon-Anime bezeichneten. Die OVA war dabei erfolgreich genug, sodass sie um drei Fortsetzungen ergänzt wurde. Entgegen der Behauptung der Produzenten gab es aber bereits einen Vorreiter im Jahr 2004. So war eine OVA, basierend auf dem gleichnamigen Erogē Enzai, veröffentlicht worden, die ebenfalls Geschlechtsverkehr minderjähriger Jungen beinhaltete.

## Kritik und Zensur
Die Meinungen bezüglich des Genres gehen weit auseinander und sind grob in zwei Lager gespalten. Auf der einen Seite wird behauptet, dass Shotacon, wie auch Lolicon, den tatsächlichen Missbrauch von Kindern fördern würde. Die Gegenseite verweist jedoch darauf, dass es keine nachvollziehbaren Hinweise dafür gäbe und dass anerkannte Quellen eher das Gegenteil vermuten ließen. Sarah D. Goode sieht das Genre jedoch nicht dem gleichen Maße an Kritik ausgesetzt, wie das beim Lolicon der Fall wäre. Als mögliche Ursache führt sie das ebenfalls schwächer kritisierte Yaoi-Genre auf und teilt sich damit die Meinung von Ian Martin, der beim Fanservice die analoge Tendenz sieht, dass sexuelle Anspielungen auf weibliche Charaktere eher in die Kritik gerieten als Anspielungen auf männliche Charaktere.

“bishounen, who are required to be kawaii (cute) regardless of age [which] often make[s] them look younger than their assigned age … explain … why BL/yaoi work may also feature non-consensual, underage (shotacon), and incest themes, and hence why they may well run afoul [of child pronography laws]”

Dennoch steht das Genre immer wieder im Rampenlicht der Kritik und die Gesetzeslage ist in vielen Staaten unklar und widersprüchlich. Aus diesen Gründen schrecken viele Verleger davor zurück, japanische Werke dieses Genres zu veröffentlichen, und beschränken sich daher auf Yaoi und klar erwachsen wirkende Charaktere. Als ein erster Vorstoß auf dem amerikanischen Markt wird dabei die englische Übersetzung des Mangas Naichaisō yo (泣いちゃいそうよ) von Mako Takahashi gesehen, der unter dem englischen Titel Almost Crying erschien. Er enthielt zwar Liebesbeziehungen zwischen minderjährigen männlichen Charakteren, verzichtete aber auf jegliche Darstellung sexueller Inhalte.